# Кейли Куоко
Кейли Кристин Куоко (на английски: Kaley Christine Cuoco) е американска актриса, известна с ролята на Пени в американския ситком „Теория за Големия взрив“. От 2014 г. има звезда на Холивудската алея на славата.

## Биография
Куоко е родена на 30 ноември 1985 г. в Калифорния, САЩ. Освен нея, родителите и – баща ѝ Отец Гери и майка и Лейн Куоко, домакиня, имат и още една дъщеря – Бриана.
Куоко за първи път застава пред камера на осем месеца като рекламно лице на детски играчки. Като малка тренира тенис на корт и по-късно е включена в листата на аматьорите на Съединените щати. Като хоби обаче се занимава с актьорско майсторство. Шест години след като рекламира детски играчки, тя участва в реклама, посветена на куклата Барби. Скоро започва да участва в постановки като „Еми“ и „Цигуларят на покрива“. През 2002 г. е поканена да участва в комедийния сериал „Осем прости правила“.
Куоко заема 77-о място в класацията на For Him Magazine – US за стоте най-секси жени през 2005 г., когато е само на 20 години. През 2008 г. е вече на 21-во място. Друго списание, Maxim Annual, я поставя на 13-о място през 2011 г.
Куоко получава ролята на Пени в „Теория за Големия взрив“ през 2007 г., когато сериалът започва да се снима. През първите три сезона тя получава по $60 000 на епизод, също като останалите главни актьори. През 2011 г. договорът ѝ е подновен и тя започва да получава по $200 000 на епизод. На 13 септември 2013 г., при злополука при конни надбягвания, тя си чупи крака и не може да участва в два епизода.

## Личен живот
По време на снимането на „Теория за Големия взрив“ тя има връзка с Джони Галеки извън снимачната площадка, която приключва след две години.
През октомври 2011 обявява годежа си с Джош Ресник, басист на хевиметъл групата Данзиг, но след шест месеца обявява, че повече не е сгодена за него.
От 2013 до 2016 г. е омъжена за тенисиста Райън Суийтинг, а от 2018 до 2022 г. за Карл Кук.
Има връзка с актьора Том Пелфри, от когото ражда дъщеря на 30 март 2023 г.

## Частична филмография

### Филми
- Самота (2004)
- Тринайсетата щастливка (2001)
- Господин Убийство (1998)
- Идеалният образ (1997)
- Съвършенство (1995)

### Сериали
- Стюардесата (2020 – 2022)
- Младият Шелдън (2019)
- Харли Куин (2019 – )
- Теория за Големия взрив (2007 – 2019)
- Бягство от затвора (2007)
- Чародейките (2005 – 2006)
- Луди за връзване (2005 – 2006)
- Бранди и г-н Уискърс (2004 – 2006)
- Осем прости правила (2002 – 2005)
- Шоуто на Елън (1996)
- Елън (1996)